# Алемдар (квартал на Истанбул)
„Алемдар“ (на турски: Alemdar) е квартал на Истанбул, разположен в градска околия Фатих. Според данни на Адресната система за регистриране на населението (ABPRS) към 2024 г. населението на „Алемдар“ е 283 жители.